# اس. ای. ان. اس
اس. ای.ان. اس (انگلیسی: S.E.N.S.) یک گروه موسیقی در ژاپن است.